# Hochzeitssuppe

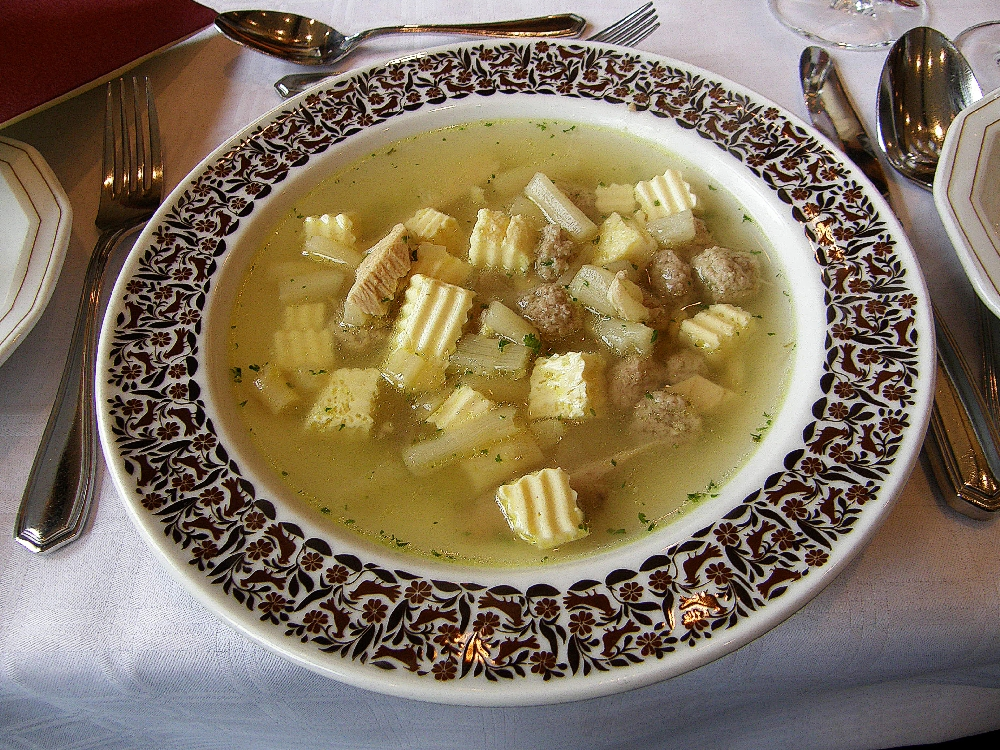
Hochzeitssuppe

Con Hochzeitssuppe (lett. "la zuppa del matrimonio") si intende una zuppa, o meglio una minestra tedesca, basata sul brodo di pollo a cui si aggiungono pezzetti di carne di manzo, piccole polpette di carne (Fleischklößchen), asparago a pezzetti e piccoli pezzi di frittata. 
Alle volte questa minestra si trova anche servita con uva sultanina.
Questa minestra veniva tradizionalmente consumata come primo piatto per il pranzo del matrimonio. Da questo il nome tedesco della minestra.
Oggi viene consumata come un primo piatto ad ogni occasione.
In Germania del Nord, dove la Hochzeitssuppe rappresenta un piatto tradizionale, esistono di questa minestra numerose varianti a seconda delle regioni.